# Barra feminista
La Barra feminista es una barra de fútbol en México fundada en 2019. Es la primera barra de mujeres en el país y busca apoyar al futbol femenil dentro y fuera de las canchas. 
En oposición a las barras masculinas, tiene como objetivo construir espacios seguros de festejo sin violencia, debido a la brecha de género que se vive en el fútbol mexicano. Asimismo ha hecho activismo en favor de eliminar las diferencias salariales en las jugadoras.

## Historia
La barra surgió en 2019, en el Mundial femenil de Francia. Comenzó cuando las integrantes fundadoras se comunicaban y encontraban para intercambiar estampas del mundial. Después de varios encuentros, se organizaron para ser una colectiva de mujeres que apoyara el futbol femenil mexicano.

Su primer partido organizadas fue la primera vez que el equipo femenil de Pumas jugó en el Estadio Olímpico Universitario, antes de esa ocasión jugaban en espacios de concentración más pequeños. Según sus propias declaraciones, las jugadoras no tienen las condiciones adecuadas para desarrollarse.
Con una paga menor e incluso una marcada diferenciación en el precio de las entradas a los partidos importantes, que puede ser desde 13 pesos comparados con 300 o 500 pesos de un boleto de la semifinal masculina.
Actualmente hay más de 300 integrantes activas y mujeres de todo el país se organizan para seguirlas en los distintos estados.
Dentro de su trabajo, también buscan diferenciarse de las barras varoniles marcadas por la violencia de sus aficiones, y construir nuevas representaciones de las mujeres en los deportes.

## Cánticos de los partidos
- Sí gana una, ganamos todas

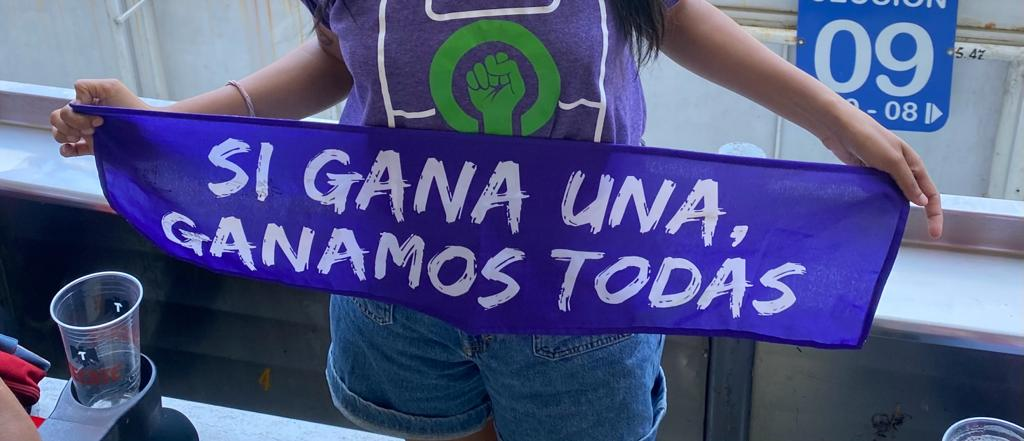
Consigna de la barra feminista

- En dónde están, en dónde están, los directivos que van a pagar igual
- Que las vengan a ver, que las vengan a ver, esas son las mujeres que hacen el futbol que yo soñé